# Bande de Soret
En spectroscopie, la bande de Soret (ou pic de Soret) correspond à une zone d'absorption intense dans la partie bleu-violet du spectre visible. Ce pic se retrouve notamment chez les porphyrines. Il a été découvert initialement par Jacques-Louis Soret, qui étudiait ainsi l'hémoglobine (dont le constituant principal, l'hème, est une porphyrine).
La bande de Soret vient d'un mouvement de dipôle électronique qui permet une transition π-π*, commune chez les porphyrines. Usuellement situé aux alentours de 400 nm, le maximum d'absorption du pic de Soret dépend du solvant utilisé (et notamment de sa polarité).